# Psychedelic Sexfunk Live from Heaven
Psychedelic Sexfunk Live from Heaven è una raccolta di video dei Red Hot Chili Peppers.

## Il video
Riprende scene di un loro concerto del 1990 a Long Beach, in California. L'audio è tratto dall'esibizione, mentre le immagini sono inframezzate da quelle delle prove, poche ore prima. Inoltre, sono presenti alcune riprese dal backstage. Alcuni brani sono però ritoccati e registrati in studio, è evidente la presenza di una seconda chitarra.
La scaletta è incentrata quasi esclusivamente su Mother's Milk, tranne alcune eccezioni.

## Tracce video
1. Stone Cold Bush
2. Star Spangled Banner
3. Good Time Boys
4. Sexy Mexican Maid
5. Magic Johnson
6. Pretty Little Ditty
7. Knock Me Down
8. Special Secret Song Inside(a.k.a. "Party On Your Pussy")
9. Subway To Venus
10. Nevermind